# Kindchenschema

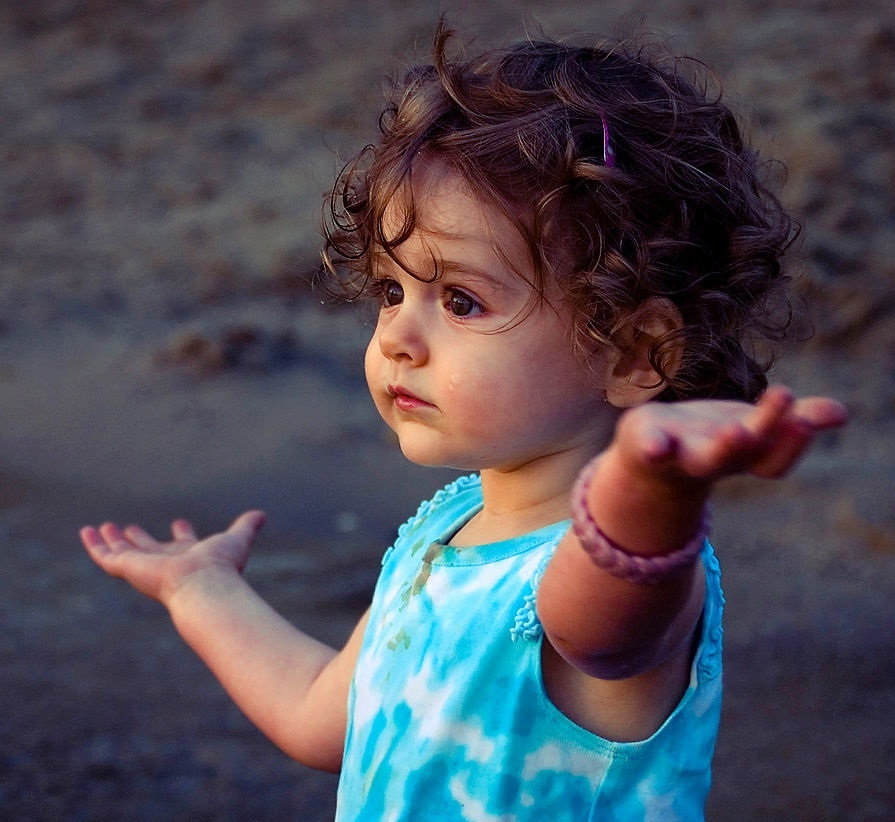
Kinder haben charakteristische Gesichtszüge, die bei Erwachsenen die Bereitschaft auslösen und verstärken, sie zu beschützen und zu umsorgen.

Das Kindchenschema bezeichnet die bei Menschenkindern und bei Jungtieren vorkommenden kindlichen Proportionen, vor allem auch bestimmte Gesichtszüge, die als Schlüsselreiz wirken und so das Brutpflegeverhalten auslösen. Dadurch ist gewährleistet, dass die Eltern für ihre Jungen bzw. Kinder sorgen, sie säugen bzw. stillen, füttern, ihnen Mahlzeiten zubereiten, sie beschützen und großziehen. Bei Arten, bei denen die Sprösslinge eine lange Kindheit haben, spielen solche durch Instinktverhalten abgesicherten Reaktionen auch eine wichtige Rolle, um die emotionale Bindung der Eltern an das Kind (Eltern-Kind-Beziehung) lange aufrechtzuerhalten.

## Evolutionsbiologischer Nutzen

Die Änderung der Gesichts- und Schädelproportionen beim Säugling, Kind und Erwachsenen

1943 prägte Konrad Lorenz den Begriff Kindchenschema als Bezeichnung eines Merkmalaggregats des Kleinkindergesichts (und der Kopf- und Gesichtsproportionen diverser Jungtiere). Zu diesen Merkmalen zählen ein proportional gesehen großer Kopf, eine hohe Stirnregion und damit einhergehend eine relativ weit unten liegende Platzierung der Gesichtsmerkmale. Darüber hinaus gehören ein rundliches Gesicht, große, runde Augen, eine kleine Nase, ein kleines Kinn, rundliche Wangen und eine elastische, weiche Haut zu den Charakteristika. Der kindliche Kopf ist im Vergleich zum Körper größer als beim Erwachsenen, und die Gliedmaßen (Arme, Beine, Finger) sind kürzer.
Evolutionsbiologisch betrachtet bedeutet dieses Ansprechen der Eltern und anderer Bezugspersonen auf kindliche Merkmale einen Vorteil. Denn diese werden dadurch zum notwendigen bzw. förderlichen Schutz- und Fürsorgeverhalten motiviert. Dass dies funktioniert, wies Thomas Alley 1983 nach: Erwachsene verhalten sich gegenüber kindchenschemagerechten Merkmalen stärker schützend, fürsorglicher und weniger aggressiv, als sie sich gegenüber älteren Individuen verhalten.

## Beispiele aus dem Tierreich
Das Kindchenschema gibt es genauso wie beim Menschen auch im Tierreich. Jungtiere fast aller Tierarten werden nicht nur von ihren älteren Artgenossen, sondern auch vom Menschen mit besonderer Fürsorge bedacht, wenn von ihnen Schlüsselreize ausgehen, die dem Kindchenschema entsprechen.
Das Kindchenschema gibt es nicht nur bei Säugetieren, sondern bei allen rezenten Vertebraten. Auch ausgestorbene Wirbeltiere wie beispielsweise der Holotyp des Raubsauriers Sciurumimus, ein außergewöhnlich gut erhaltenes Jungtier, zeigen ein Kindchenschema.

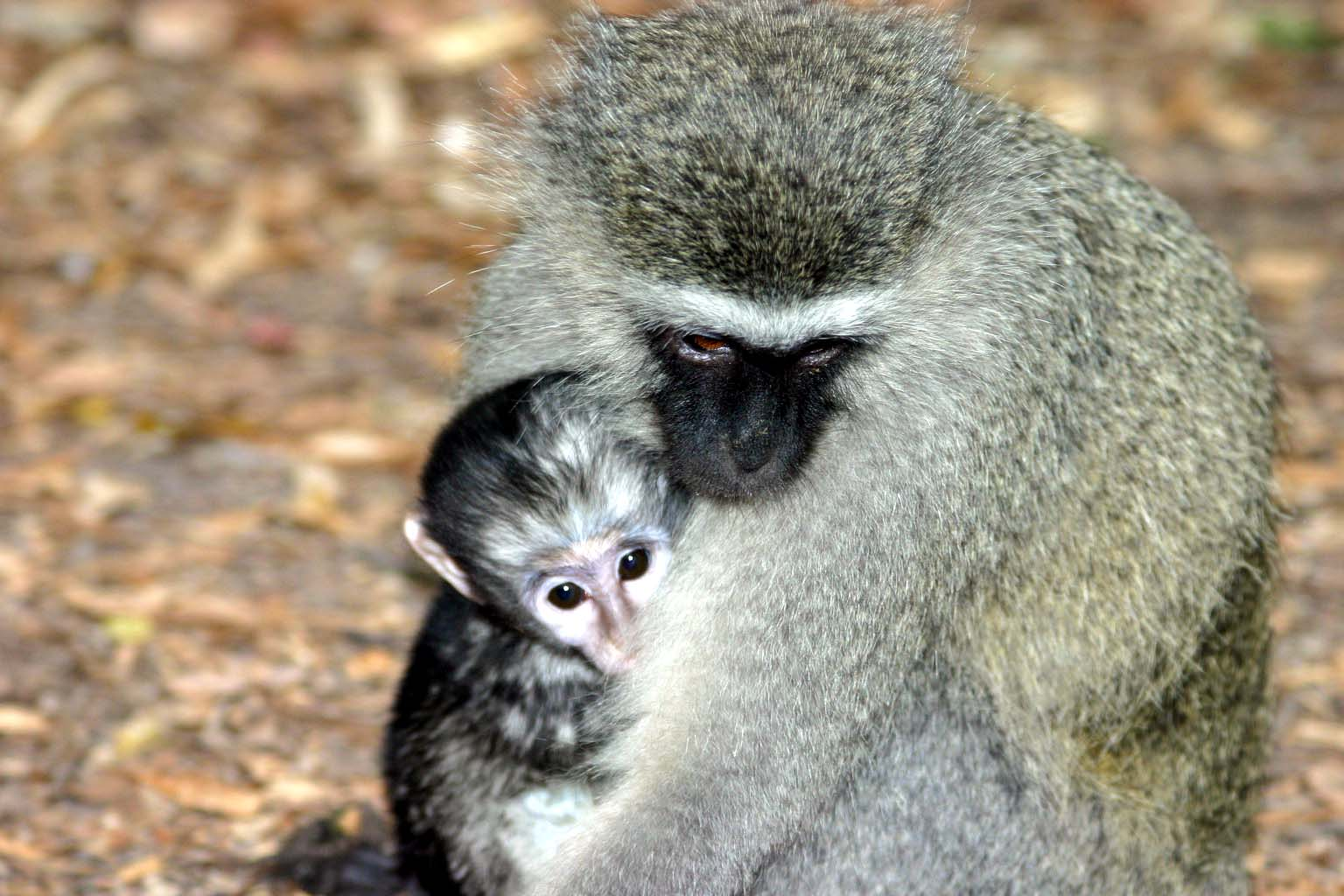
Meerkatze, Muttertier mit Jungem
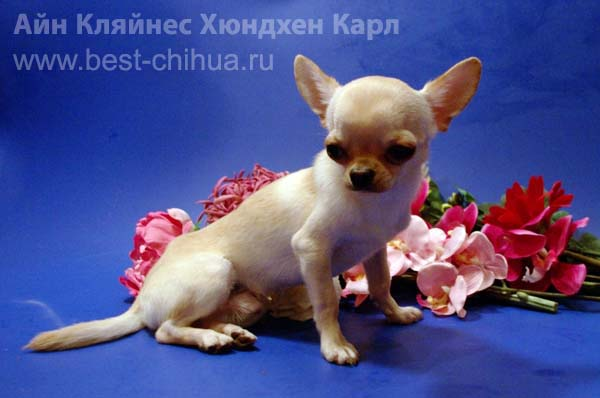
Chihuahua, eine zum Kindchenschema hin gezüchtete Hunderasse
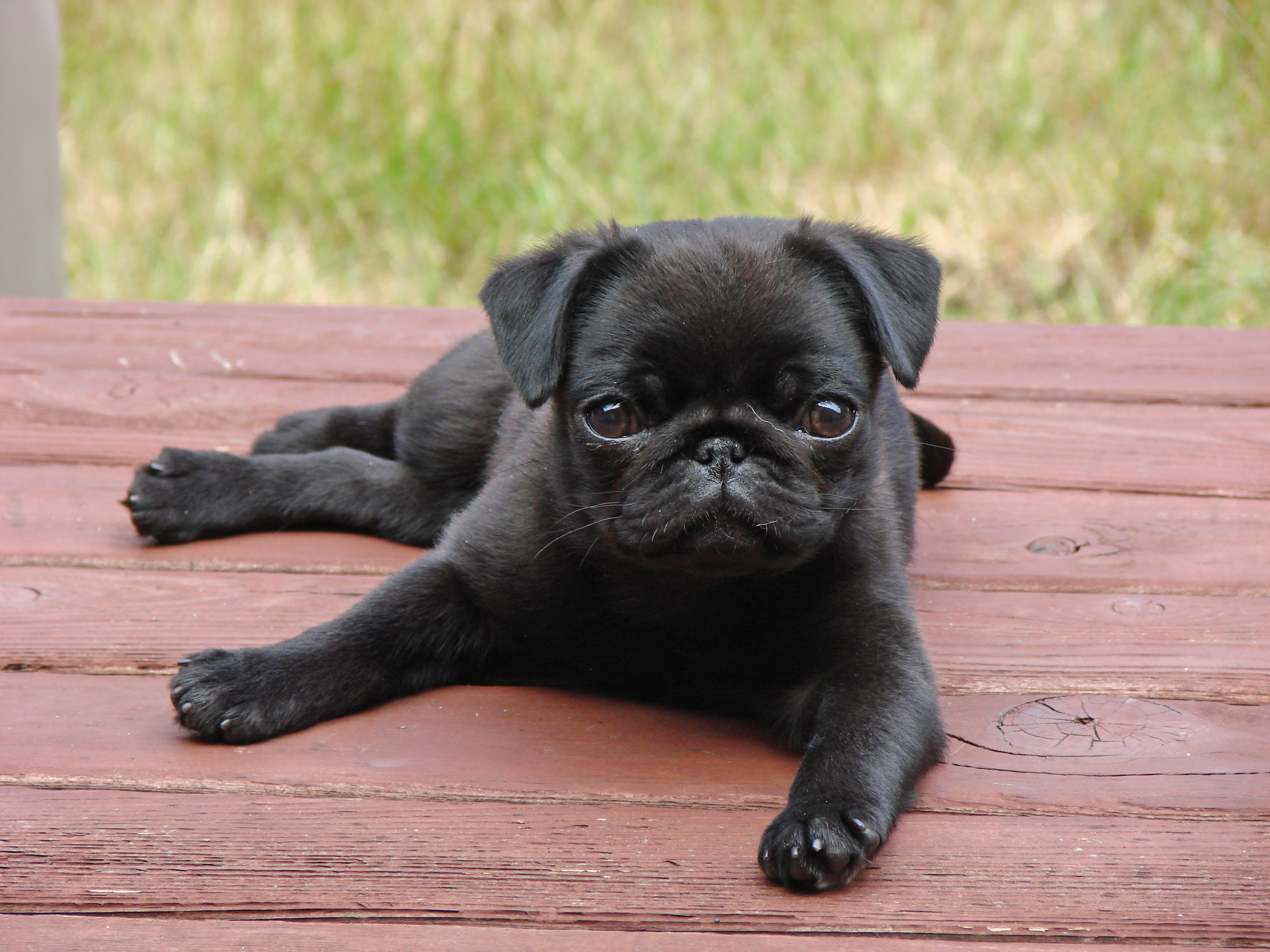
Extreme Züchtung: Kindchenschema beim Mops, einer brachycephalen Hunderasse
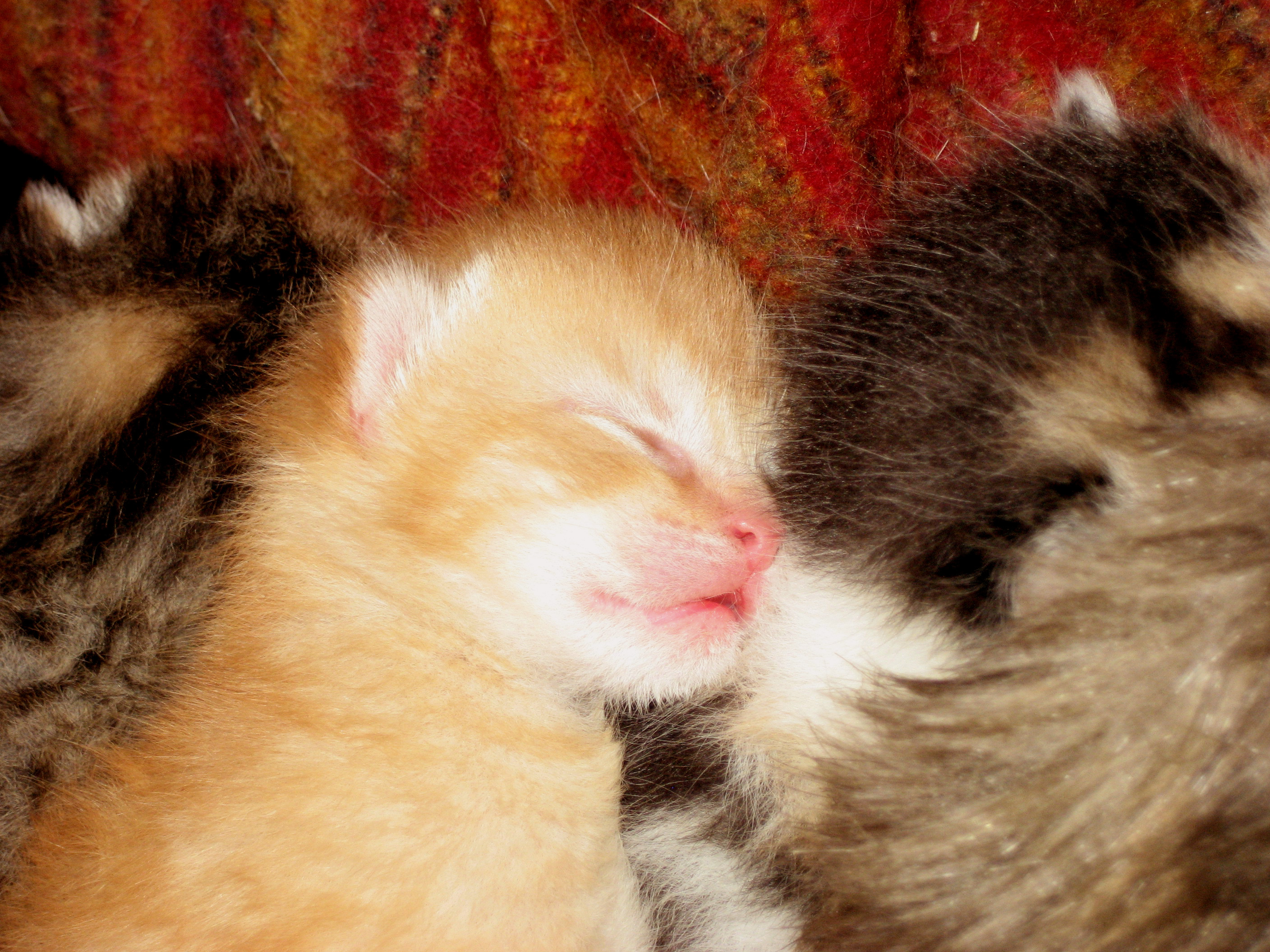
Auch bei geschlossenen Augen wirkt das Kindchenschema.
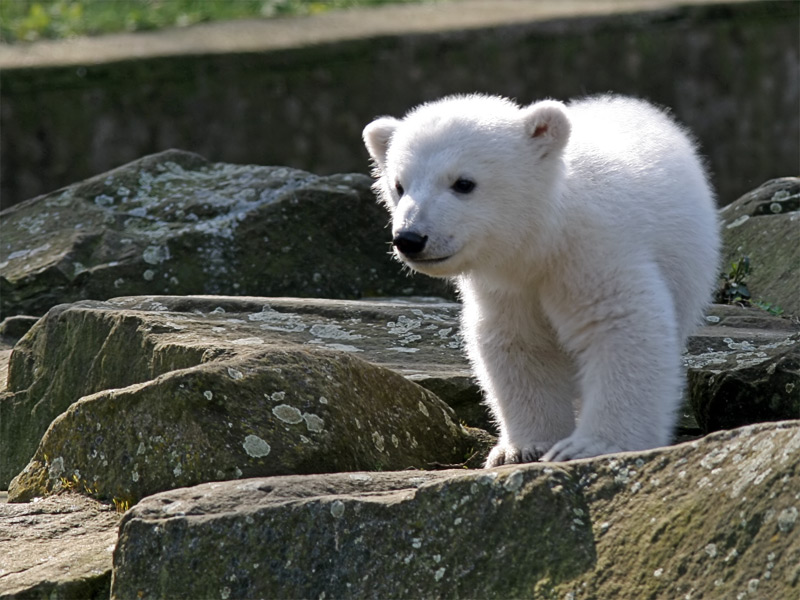
Der kleine Eisbär Knut im Berliner Zoo
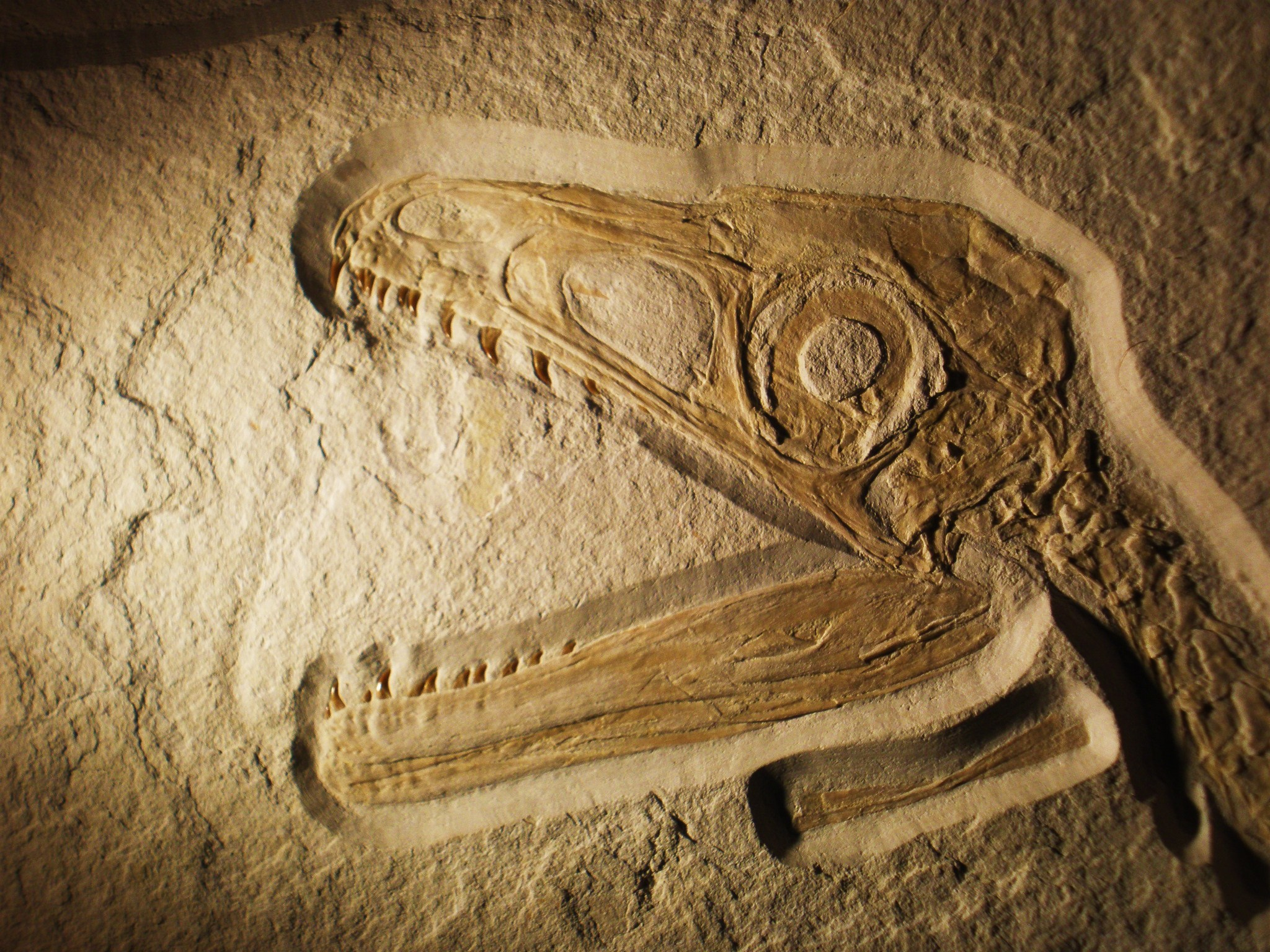
Fossiler Schädel eines jungen Raubsauriers Sciurumimus
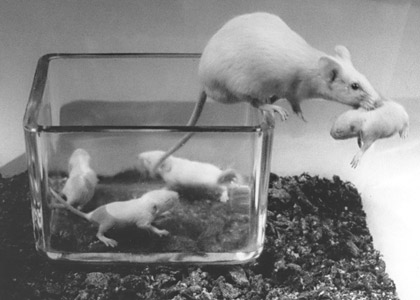
Das Kindchenschema kann Eintrageverhalten auslösen.

## Weitere Bedeutung
Die Assoziation des Kindchenschemas mit „süß“ und „niedlich“ wirkt allgemein und auch in Bereichen, die über die ursprüngliche biologische Funktion hinausgehen. In japanischen Manga und Anime wird das Kindchenschema (übergroße Augen und Köpfe, sehr kleine oder fehlende Nasen) eingesetzt, um die Attraktivität zu erhöhen. Übertrieben wird dies im Super-Deformed-Zeichenstil verwendet. Das ästhetische Konzept, das Unschuld und Kindlichkeit betont und sich auf alle Bereiche der japanischen Gesellschaft ausgedehnt hat, wird mit dem Wort kawaii bezeichnet.

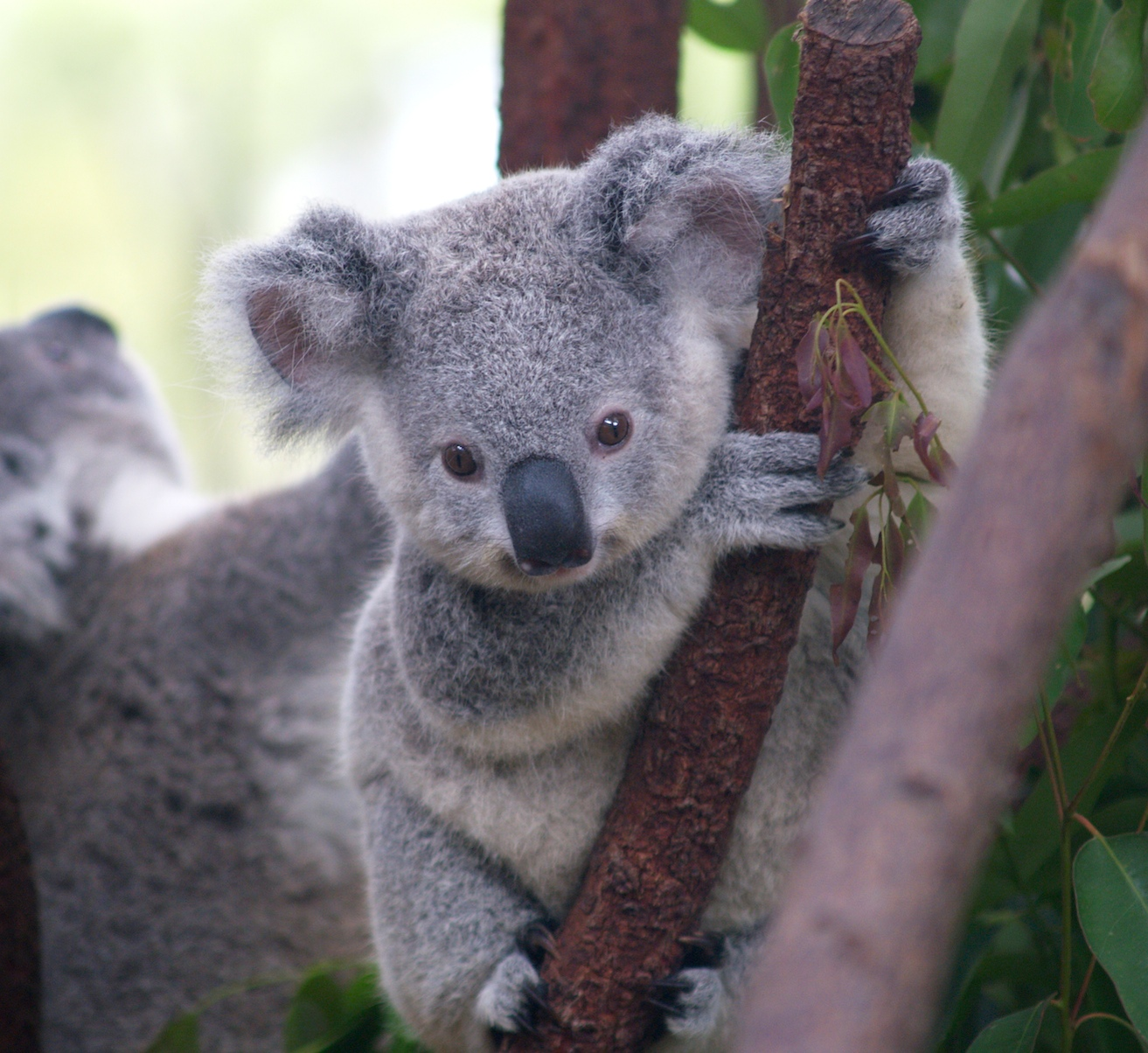
Vorbild für manche Teddybären ist der Koala
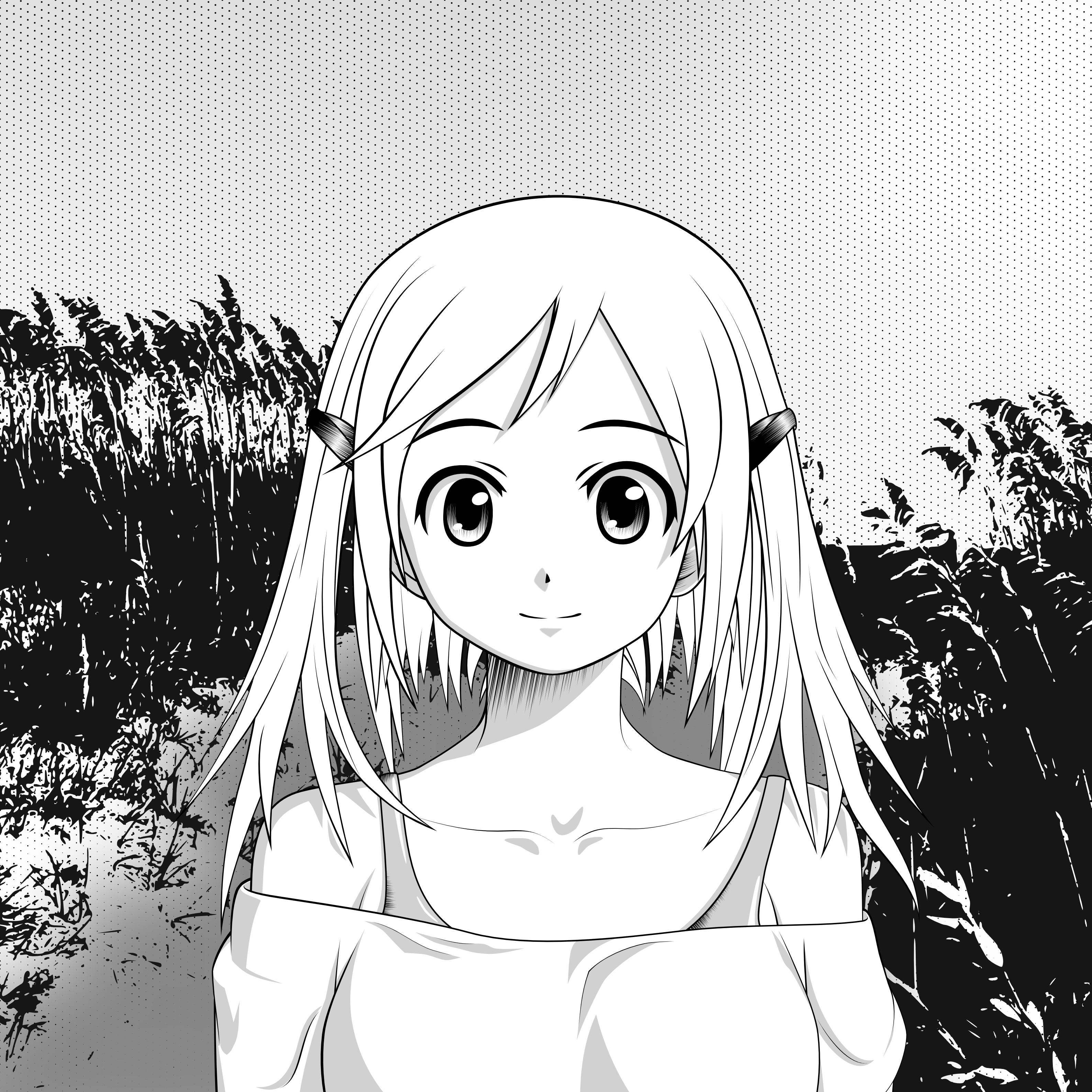
Fan-Art im Manga-Stil mit Darstellung des Kindchenschemas

## Das Kindchenschema bei Erwachsenen
Eine Studie an der Universität Regensburg versuchte nachzuweisen, dass erwachsene Männer- und Frauengesichter als besonders attraktiv beurteilt werden, wenn man sie mit Computerhilfe dem Kindchenschema annähert, also einen gewissen Kindchenanteil hinzumischt (Braun, Gründl, Marberger und Scherber). Auch in der Kosmetik wird das Kindchenschema eingesetzt, um die Attraktivität zu erhöhen. Karl Grammer grenzt dagegen im Blick auf Attraktivität ein „Sexy-Schema“ vom Kindchenschema ab.
Eine erwachsene Person, die dem Kindchenschema entspricht, wird mit positiven Merkmalen assoziiert: Freundlichkeit, Unschuld, Arglosigkeit, Anschein von Jugendlichkeit und Gesundheit, Erwartung von Fruchtbarkeit (Symons 1979).

### Das Kindchenschema bei Frauen
Braun, Gründl, Marberger und Scherber (2001) untersuchten in der genannten Studie, inwieweit eine Annäherung der Gesichtsproportionen erwachsener Frauen an das Kindchenschema attraktivitätssteigernd wirkt. Dazu erstellten sie durch Morphing fünf Gesichtsvariationen von sechs verschiedenen Gesichtern, deren Proportionen in 10-%-Schritten an das Kindchenschema angenähert wurden. Aus den Varianten und dem Originalgesicht wählten die Probanden das auf sie am attraktivsten wirkende Gesicht aus. 90,48 % aller Befragten wählten ihren Favoriten aus den dem Kindchenschema angepassten Varianten aus. Im Durchschnitt wurde ein Kindchenschemaanteil von 29,21 % ausgewählt. Daraus ergibt sich, dass die Charakteristika des Kindchenschemas die Attraktivität von Frauen erhöhen. Auch kam man zu dem Ergebnis, dass der Gewinn an Attraktivität durch Angleichung an das Kindchenschema von der Attraktivität des Originalgesichts unabhängig sei. Somit könne die Attraktivität einer ohnehin schon attraktiven Frau durch Kindchenschemaattribute noch gesteigert werden.
Karl Grammer hält es dagegen nicht für sinnvoll, von einem „Schema“ zu sprechen, wenn entscheidende Komponenten die Attraktivität reduzieren: So werden Grammer zufolge weder die hohe Stirn noch der große Augenabstand, noch „die pausbäckigen komplexen Wangen des Kindchenschemas“ als attraktiv empfunden. Weibliche Attraktivität zeichne sich „durch Zeichen der Reife aus, die sich in hoch angesetzten, breiten Wangenknochen ausdrückt“.
Eine Studie von 2009 mit 16 Frauen, die bisher kein Kind geboren hatten, zeigt, dass beim Betrachten von Bildern mit ausgeprägtem Kindchenschema die neuronale Aktivität im Nucleus accumbens ansteigt, einer Hirnregion, die als „Belohnungszentrum“ bekannt ist. Daneben sprechen noch weitere Hirnregionen auf das Kindchenschema an, unter anderem Areale, die bei Gesichterverarbeitung und Aufmerksamkeit eine Rolle spielen. Die Forscher vermuten, dass bei Männern ähnliche Prozesse im Gehirn ablaufen könnten, jedenfalls unterscheiden sie sich im Empfinden von „cuteness“, Niedlichkeit nicht von Frauen. Die Wirkung des Kindchenschemas auf andere Personen als die Eltern könnte ein Indiz dafür sein, dass sich Vorfahren des Menschen zu „cooperative breeders“ entwickelten, was meint, dass sich regelhaft nicht nur die Eltern um die Kinder kümmern. Ein Buch von Sarah Bluffer Hrdy widmet sich ganz diesem Thema.

### Das Kindchenschema bei Männern

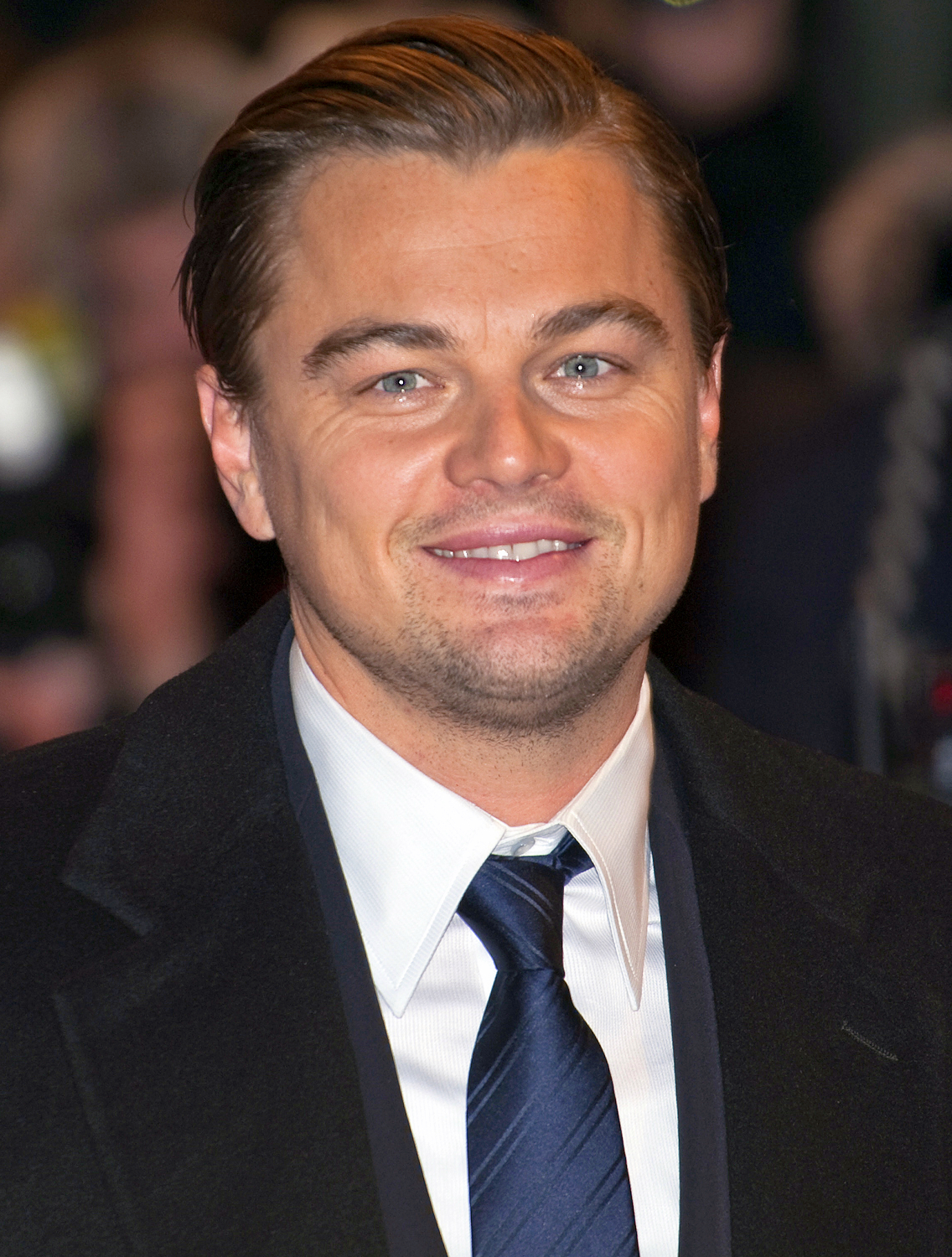
Leonardo DiCaprio als Beispiel einer Kombination von Kindchenschema und männlichen Reifemerkmalen

Hirschberg (1978) fand heraus, dass das Kindchenschema die Attraktivität von Männergesichtern nicht steigert. Zurückzuführen ist dies darauf, dass das hiermit assoziierte Merkmal der Schwäche und Bedürftigkeit nicht mit der sozial erwünschten maskulinen Dominanz einhergehen kann. Dahingegen seien eher Reifemerkmale wie ein großes Kinn, hohe Wangenknochen, tiefe Brauen, schmale Lippen und Augen sowie starker Bartwuchs als Indikator für Zeugungsfähigkeit von Relevanz für männliche Attraktivitätszuschreibungen.
Diesen Annahmen widerspricht eine Studie von Cunningham, Barbee und Pike (1990). Sie gehen von der multiple motive hypothesis of physical attractiveness aus, welche die Attraktivität von Männern für Frauen auf eine Kombination aus kindlichen und reifen Merkmalen zurückführt. Diese Männer erwecken das Gefühl, sie versorgen zu wollen, sind aber gleichzeitig mit Reifemerkmalen als Ausdruck von Stärke ausgestattet. Dieses scheinbare Paradox löst sich im Laufe der Experimente auf, da gerade eine Kombination von Reifemerkmalen, wie hohe Wangenknochen (Korrelation mit Physischer Attraktivität: 0,36), und kindlichen Ausprägungen, wie große Augen (Korrelation mit Physischer Attraktivität: 0,49), auf Frauen attraktiv wirken.
Die Kombination reifer und kindlicher Merkmale gilt somit als attraktiver als die Extreme. Ein Gesicht mit überdurchschnittlich hohen Reifemerkmalen wird negativ mit Dominanz assoziiert, während ein Gesicht mit überdurchschnittlich starken Attributen des Kindchenschemas auf fehlende Reife schließen lässt.

### Kindchenschema bei erwachsenen Tieren
Das Kindchenschema als Kombination optischer Merkmale hat für die Attraktivität unter erwachsenen weiblichen und männlichen Tieren keine Bedeutung, da die Paarungszeiten vom Sexualzyklus der Weibchen abhängig sind und die Männchen auf Duft- und Verhaltenssignale der empfängnisbereiten Weibchen reagieren. Es gibt allerdings beim Balzverhalten vieler Tiere unter anderem auch kindliche Verhaltensweisen, die eine Aggressionshemmung bewirken.
In der Züchtung von Heimtieren kommt es vor, dass das Kindchenschema als Zuchtziel angesteuert wird, um die gezüchteten Tiere für potenzielle Käufer durch Ansprechen des Brutpflegeinstinkts attraktiv erscheinen zu lassen. So sind Hunde- und Katzenrassen entstanden, bei denen die Tiere im erwachsenen Lebensalter Schädeldeformationen aufweisen, die dem Kindchenschema entsprechen. In der Veterinärmedizin spricht man hier von Brachycephalie.

## Belege
1. ↑  Konrad Lorenz: Die angeborenen Formen möglicher Erfahrung. In: Zeitschrift für Tierpsychologie. Band 5, Heft 2, 1943, S. 274ff.
2. ↑  Hartmut Solbach: Vita Nova. Buchner, Bamberg 2008, ISBN 3-7661-3323-3, S. 291.
3. ↑  Thomas R. Alley: Infantile Head Shape as an Elicitor of Adult Protection. In: Merrill-Palmer Quaterly. Band 29, Nr. 4, 1983, S. 411–427.
4. ↑  Daunenweicher Dino gefunden. Auf: uni-muenchen.de (Webseite der Ludwig-Maximilians-Universität München).
5. ↑  Herbert Cherutti: Der Teddy im Eukalyptuswald. Auf: folio.nzz.ch (NZZ-Folio); zuletzt abgerufen am 19. April 2021.
6. ↑  Christoph Braun, Martin Gründl, Claus Marberger, Christoph Scherber: Beautycheck - Ursachen und Folgen von Attraktivität. Universität Regensburg: Psychologisches Institut, 22. September 2003, DNB 1036999025, urn:nbn:de:bsz:291-psydok-83 (Volltext als PDF).
7. ↑  Karl Grammer: Signale der Liebe. Die biologischen Gesetze der Partnerschaft. München 2000, S. 188.
8. ↑  Karl Grammer: Signale der Liebe. Die biologischen Gesetze der Partnerschaft. München 2000, S. 183.
9. ↑  Karl Grammer: Signale der Liebe. Die biologischen Gesetze der Partnerschaft. München 2000, S. 186–188.
10. ↑  Melanie L. Glocker et al.: Baby schema modulates the brain reward system in nulliparous women. In: Proceedings of the National Academy of Sciences. Band 106, Nr. 22, 2. Juni 2009, S. 9115, doi:10.1073/pnas.0811620106.
11. ↑  Sarah Bluffer Hrdy: Mothers and Others. The Evolutionary Origins of Mutual Understanding. The Belknap Press of Harvard University Press, Cambridge (Mass.)/London 2009, ISBN 978-0-674-03299-6.